# Niwa (Klan)

Wappen der Niwa (Gekreuzte Balken).

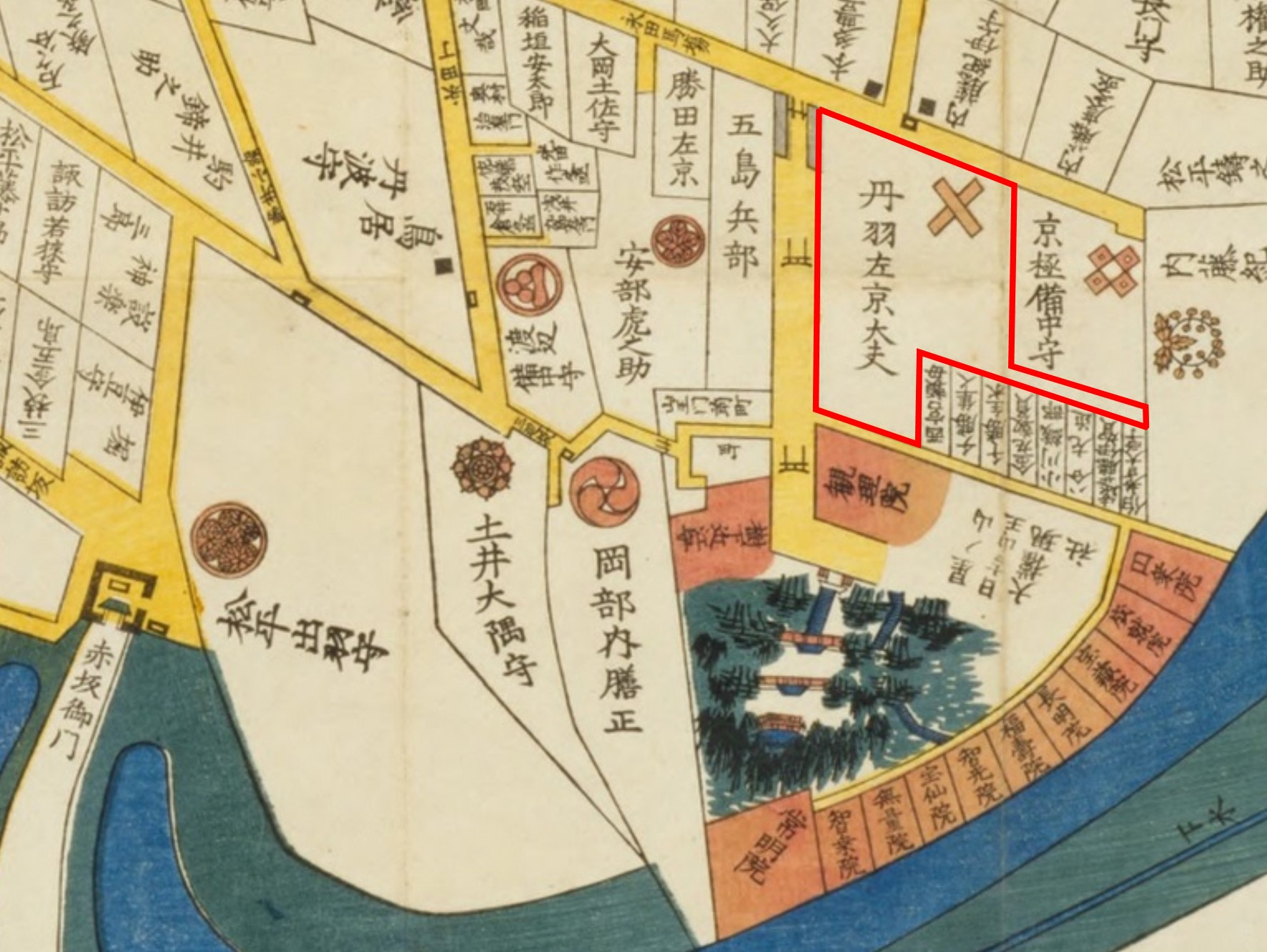
Niwa-Residenz in Edo (Nahe am Hie-Schrein).

Die Niwa (japanisch 丹羽氏, Niwa-shi) waren eine Familie des japanischen Schwertadels (Buke), die sich von den Fujiwara ableitete. Mit einem Einkommen von 100.000 Koku gehörten die in Nihonmatsu (Präfektur Fukushima) residierenden Niwa zu den größeren Tozama-Daimyō der Edo-Zeit.

## Genealogie
- Nagamasa (長政)
- Nagahide (長秀, 1535–1585), Nagamasas Sohn, diente Oda Nobunaga, der ihn mit der Tochter seines älteren Bruders Nobuhiro verheiratete und ihm im Jahr 1571 den Sawayama-han in Provinz Ōmi mit einem Einkommen von 50.000 koku gab. 1576 wurde Nagahide mit dem Bau der Burg Azuchi betraut, wofür er die Domäne von Obama in der Provinz Wakasa erhielt.
- Nagashige (長重, 1571–1637), Nagahides Sohn, heiratete auf Hideyoshis Anweisung eine Tochter Nobunagas und residierte ab 1583 in Fuchū (Provinz Echizen), übernahm nach dem Tode seines Vaters den Obama-han. 1598 wurde Nagashige nach Komatsu in der Provinz Kaga mit einem Einkommen von 100.000 koku versetzt. Er erhielt dazu den Titel Kaga no kami. Bei den Vorbereitungen zur Schlacht von Sekigahara war Nagashige in Auseinandersetzungen mit seinem Nachbarn Maeda Toshinaga verwickelt und reagierte nur langsam auf den Ruf Tokugawa Ieyasus. Ieyasu setzte ihn nach dem Sieg ab und ließ ihn in Edo überwachen. Nach einigen Jahren jedoch erhielt Nagashige das kleine Lehen von Futto (Provinz Hitachi) mit 10.000 koku, dann 1619 das Lehen Izumi (Provinz Mutsu) mit 20.000 koku und schließlich 1622 das Lehen von Tanakura (Mutsu) mit 50.000 koku.
- Mitsushige (光重), Nagashiges Sohn, wurde 1642 mit einem Einkommen von 100.000 koku nach Nihommatsu (Mutsu) versetzt.

Die Niwa regierten in Nihommatsu bis zur Meiji-Restauration. In der Endphase der Tokugawa-Zeit regierte
- Nagakuni (長国, 1834–1904). Er beteiligte sich 1868 an dem Widerstand der Tokugawa-treuen in Nordjapan gegen die neue Regierung.[A 1] Nach der Niederlage überließ er die Leitung des Han seinem Adoptivsohn Nagahiro.
- Nagahiro (長祐, 1856–1889) wurde im Rahmen der neuen Adelsordnung als Chef des Hauses Vizegraf.

## Isshiki-Niwa

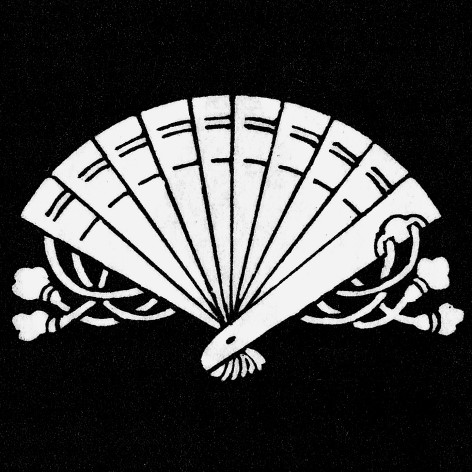
Miwa-Fächer.

Ein nicht verwandter, mit einem Einkommen von 10.000 koku deutlich kleinerer Niwa-Klan (丹羽氏), der sich über den Isshiki-Klan von Ashikaga Yasuuji (Seiwa Genji) ableitete. Diese Niwa besaßen von 1603 bis 1638 ein Festes Haus (jin’ya) in Ibo (Provinz Mikawa), von 1638 bis 1742 eins in Iwamura (Provinz Mino) und danach eins in Mikusa (Provinz Harima). Nach 1868 erhielt der Chef des Hauses den Titel Vizegraf.